# Арле (Север)
Арле (фр. Arleux) је насељено место у Француској у региону Север-Па де Кале, у департману Север.
По подацима из 2011. године у општини је живело 3013 становника, а густина насељености је износила 271,44 становника/km².

## Демографија
| 1962. | 1968. | 1975. | 1982. | 1990. | 2011. |
| ----- | ----- | ----- | ----- | ----- | ----- |
| 1.961 | 2.214 | 2.225 | 2.605 | 2.656 | 3.013 |